# Sendy Rleal
Sendy Rleal Aquino (nacido el 21 de junio de 1980 en San Pedro de Macorís) es un lanzador de Grandes Ligas que se encuentra actualmente en la agencia libre. Lanzó como relevista para los Orioles de Baltimore en 2006.
En 2007, Rleal lanzó en las ligas menores para el equipo Clase AA Bowie Baysox. En 2008, jugó con para Lancaster Barnstormers de la Liga Atlántica de Béisbol Profesional. Lanzó para los Osos de Newark de la Liga del Atlántico en 2009. Después lanzó para los Petroleros de Minatitlán en la Liga Mexicana de Béisbol en 2011.